# Al-Muàyyad-fi-d-Din aix-Xirazí
Al-Muàyyad fi-d-Din Híbat-Al·lah ibn Abi-Imran ibn Dàüd aix-Xirazí (àrab: المؤيد في الدين هبة الله بن أبي عمران بن داؤد الشيرازي, al-Muʾayyad fī d-Dīn Hibbat Allāh b. Abī ʿImrān b. Dāʾud ax-Xīrāzī) (Siraz, vers 985 - el Caire, 1077) fou un daï ismaïlita, que va arribar a rebre els títols de «daï dels daïs» (àrab: داعي الدعاة, dāʿī ad-duʿāt) i «porta de les portes» (àrab: باب الأبواب, Bāb al-Abwāb) i que va actuar com a intermediari entre els fatimites i al-Bassassirí; també destaca com a poeta i pensador ismaïlita.

## Vida
Era fill d'un daï ismaïlita influent a la cort buwàyhida i especialment amic d'Abu-Ghàlib Muhàmmad ibn Alí al-Wassití, el visir de Bahà-ad-Dawla. Es creu que va succeir el seu pare a la dawa (‘missió’) del Fars. El 1038 tenia tanta influència sobre els daylamites de l'exèrcit i sobre el poble de Siraz que el govern va planejar expulsar-lo, però ho va poder evitar mercès a la seva amistat amb el visir d'aleshores, al-Àdil ibn as-Salar, i després va convèncer el buwàyhida Abu-Kalijar, al qual va convertir a l'ismaïlisme.
La seva vida posterior, fins al 1058, és ben coneguda per la seva autobiografia.
Mort al-Àdil el 1041/1042 es va retirar a Ahwaz i quan més tard va retornar a Siraz va trobar l'hostilitat del nou visir. Abu-Kalijar, pressionat pel califa abbàssida, li va haver de retirar el seu suport i va haver de marxar de Siraz (1043) i va tornar a Ahwaz. Estava a punt de recuperar el favor d'Abu-Kalijar quan la mort de Jalal-ad-Dawla el va allunyar del príncep que va reclamar el poder a Bagdad. Al-Muàyyad se'n va anar llavors a Najaf i a Karbala, després a Mossul i finalment va arribar al Caire, el 1046.
Fins al febrer de 1048 no fou rebut per l'imam-califa fatimita. El 1052/1053 es va atreure el favor dels cortesans i va rebre un càrrec a la cancelleria. El 1054/1055 va saber per fonts romanes d'Orient que Toghril Beg I, el sultà seljúcida, havia fet un pacte amb els romans contra els fatimites i llavors va entrar en contacte amb el general i antic esclau turc al-Bassassirí, que havia aconseguit una important posició amb els buwàyhides, i li va prometre l'ajut fatimita en la conquesta de Bagdad. El 1055/1056 fou enviat a l'Iraq en qualitat de plenipotenciari fatimita per a la regió de l'Eufrates, i el califa fatimita es va mostrar d'acord en enviar tropes contra Toghril per impedir la conquesta per aquest de Síria i després Egipte, i va nomenar governador de Rahba a al-Bassassirí a qui va enviar diners, robes, cavalls i armament, que li va portar al-Muàyyad que va arribar a Rahba passant per Damasc i Alep.
Al-Muàyyad va atreure a nombrosos emirs i caps militars i tribals i la coalició formada, dirigida per al-Bassassirí, va derrotar Toghril Beg a Sinjar el 1057 i es va llegir la khutba a Mossul en nom del califa fatimita. Però quan els fatimites van tallar l'ajut, al-Muàyyad, que era a Alep, es va retirar i retornà al Caire on fou nomenat daï ad-duat, però aviat fou exiliat a Jerusalem pel visir fatimita.
Tenia molta influència sobre la dawa ismaïlita del Iemen i el daï a aquest territori, al-Qadi Làmak ibn Màlik, emissari sulàyhida al Caire, va estar al seu costat mentre va residir a la capital egípcia (1062-1067).
Va morir el 1077.

## Obra[1]

### Obres principals
- Al-majalis al-muayyadiyya (vuit volums)
- Diwan al-Muàyyad (Diwan d'al-Muàyyad, poemes ismaïlites, publicats per Kamil Husayn, el Caire, 1949)
- As-sira al-muayyadiyya (Biografia d'al-Muàyyad fi-d-Din, autobiografia, publicada per Kamil Husayn, el Caire, 1950)

### Obres menors
- Xarh al-maad (tractat sobre la resurrecció)
- Nahj al-hidaya li-l-muhtadín
- Nahj al-Ibada (mètode de devoció)
- Kitab al-ibtidà wa-l-intihà (Llibre del principi i la fi)
- Al-massàïl as-sabun
- Bunyad at-tawil (traducció al persa d'Asrar at-tawil, del daï primerenc an-Numan ibn Abd-Al·lah)

### Obres d'autoria dubtosa
- Kitab al-màssala wa-l-jawab (Llibre de les preguntes i les respostes, atès que conté una referència al califa al-Mústansir, és coetània d'al-Muàyyad, potser escrita per ell o per un daï iemenita)
- Al-majalis al-mustansariyya (Ivanow l'atribueix a al-Muàyyad, però l'editor d'aquesta obra, Kamil Husayn (el Caire, 1950), l'atribueix a un altre daï coetani; també ha estat atribuïda a Badr al-Jamalí)

### Obres erròniament atribuïdes a al-Muàyyad
- Kitab al-idah wa-t-tabsir fi-fadl Yawm al-Ghadir (tractat sobre l'episodi de Ghadir al-Khumm)
- Al-qassida al-iskandariyya
- Tawil al-arwah (tractat sobre les animes)